# لیکیه
لیکیه یا لیکیا (به یونانی: Λυκία) ناحیه‌ای در آناتولی در جایی قرار گرفته که اکنون بخشی از استان‌های آنتالیا و موغله ترکیه است. این ناحیه شامل چندین شهر باستانی بوده است. لیکیه از شهرهای باستانی و در ۱۶۸ پیش از میلاد بنیانگذاری گشته و در زمان امپراتوری روم یکی از استان‌های این امپراتوری بوده است. مرزهای این شهر در طی زمان جابجا شده است.
این منطقه تاریخی از سده‌های ۱۵ و ۱۴ پیش از میلاد (با نام «لوکا») تا سال ۵۴۶ پیش از میلاد وجود داشت. این منطقه در کرانه دریای مدیترانه و در محدوده‌ای قرار داشت که امروزه شامل استان‌های آنتالیا و موغله در ترکیه و همچنین بخش‌هایی داخلی از استان بوردور می‌شود. لیکیا در تاریخ از خلال اسناد عصر برنز پایانی مصر باستان و امپراتوری هیتی شناخته شده است.
لیکیا توسط مردمانی که به زبان‌های «لوییک» سخن می‌گفتند، مسکون بود. نوشتارهای سنگ‌نوشته به زبان لیکیایی پس از الحاق اجباری لیکیا به امپراتوری هخامنشی در عصر آهن آغاز شد. در آن زمان (۵۴۶ پیش از میلاد)، گویشوران زبان «لویان» جابه‌جا شدند زیرا موجی از مهاجران فارسی‌زبان وارد لیکیا شدند.
شهرهای متعدد لیکیا ثروتمند بودند، همان‌گونه که معماری باشکوه آن‌ها — که دست‌کم از سده پنجم پیش از میلاد آغاز شده و تا دوران رومی ادامه یافت — نشان می‌دهد.
لیکیا در جنگ‌های ایران و یونان برای ایرانیان جنگید، اما پس از شکست امپراتوری هخامنشی به دست یونانیان، گاه به استقلال دست یافت. پس از عضویت کوتاه‌مدت در امپراتوری آتن، از آن جدا شد و مستقل گردید (زیرا در پیمان با آتن، بند معمولِ ممنوعیت جدایی درج نشده بود)، سپس دوباره تحت سلطه ایرانیان درآمد، دوباره شورش کرد، به دست ماوسولوس از کاریا فتح شد، بار دیگر به ایرانیان بازگشت و در نهایت پس از شکست ایرانیان به دست اسکندر مقدونی تحت سلطه مقدونیان درآمد.
به دلیل ورود گستردهٔ یونانی‌زبانان و کم‌شدن گویشوران لیکیایی، این منطقه تحت حکومت مقدونیان به سرعت «هلنیزه» شد و زبان لیکیایی از سنگ‌نوشته‌ها و سکه‌ها ناپدید گردید.
پس از شکست آنتیوخوس سوم در سال ۱۸۸ پیش از میلاد، جمهوری روم، لیکیا را برای مدت ۲۰ سال به ردس واگذار کرد و در سال ۱۶۸ پیش از میلاد آن را بازپس گرفت. در این مراحل پایانی جمهوری روم، لیکیا به‌عنوان یک تحت‌الحمایه روم از آزادی بهره‌مند شد. رومیان در سال ۱۶۸ پیش از میلاد، حکومت داخلی را تحت «اتحادیه لیکیایی» به رسمیت شناختند. این حکومت بومی، یک فدراسیون اولیه با اصول جمهوری‌خواهانه بود که بعدها توجه تدوین‌کنندگان قانون اساسی ایالات متحده را جلب کرد و بر اندیشه‌های آن‌ها اثر گذاشت.
با وجود داشتن حکومت داخلی، لیکیا یک دولت مستقل به‌شمار نمی‌رفت و از زمان شکستش به دست «کاریان» دیگر حاکمیت کامل نداشت. در سال ۴۳ میلادی، امپراتور روم کلودیوس، اتحادیه را منحل کرد و لیکیا به استان رومی «لیکیا و پامفیلیا» ضمیمه شد. در سال ۳۹۵ میلادی، این استان به امپراتوری روم شرقی واگذار گردید. این منطقه در اوایل سده سیزدهم میلادی به «سلاطین روم» (سلجوقیان روم) واگذار شد، اما این حکومت در سال ۱۳۰۸ فروپاشید. سپس به «بِیلیک تِکه» ملحق شد و در سال ۱۴۲۳ تحت سلطه امپراتوری عثمانی درآمد. پس از فروپاشی امپراتوری عثمانی، لیکیا به جمهوری ترکیه به ارث رسید.